# هانس یوآخیم گلبرگ
هانس یوآخیم گلبرگ (آلمانی: Hans-Joachim Gelberg; زادهٔ ۲۷ اوت ۱۹۳۰ – ۱۷ مه ۲۰۲۰) نویسنده، ناشر و نویسنده کودکان اهل آلمان بود.
او برندهٔ جوایزی همچون جایزه ادبیات نسل جوان آلمان شده‌است.
در سال ۲۰۱۴ مدرسه ابتدایی در Lützelsachsen، به نام او نامگذاری شد.